# Karpus

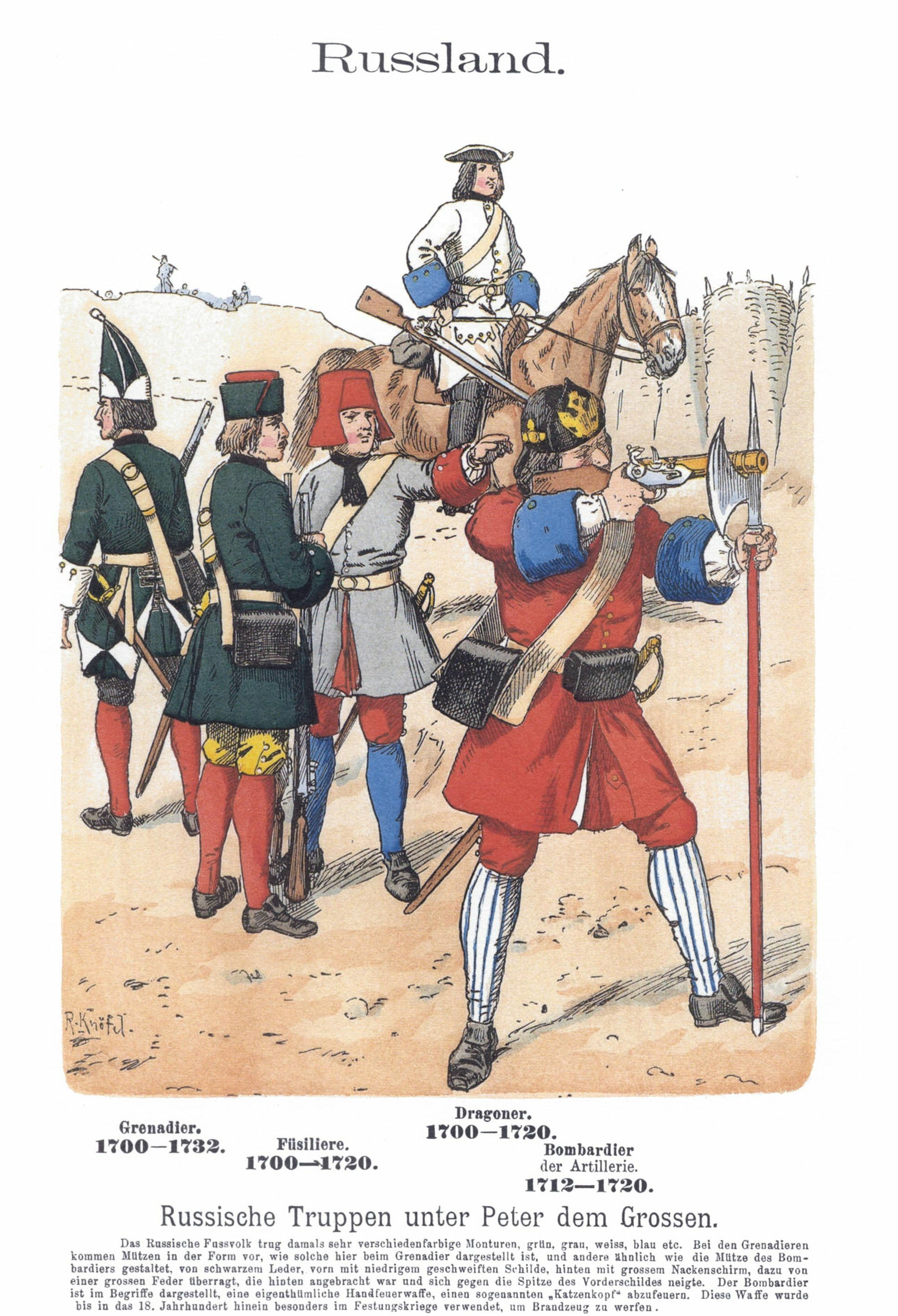
Ryska uniformer från början av 1700-talet. De två soldaterna i mitten bär karpuser.

Karpus (från italienskans cappuccio, kapuschong) är en mössa av medeltida eller möjligen äldre ursprung, bestående av en rund kulle och ett brett, med klaffar framtill försett brätte som vid dåligt väder eller köld kunde vikas ned om nacke, hals och kinder samt knytas eller knäppas fram. Karpusen har även kallast "urvädershatt" eller "köldkarpus". Karpusen var ofta skinnfodrad.
Den tillhörde många folkdräkter och tidvis även soldatutrustningen. Längst levde karpusen kvar i dräkten i Skåne och Småland.
Karpusen nyttjades även av den svenska armén och flottan under stora nordiska kriget i olika färg- och utseende-kombinationer. Karpusen var då av kläde och boj eller av päls (ibland kompletterad med knappar och snören) och med flikar som gick att fälla ner för öron och nacke. Under kriget på kontinenten byttes karpusen ofta ut mot den för tiden moderiktiga och något billigare trekantiga karolinerhatten av filt, även om Karl XII föredrog karpusen för manskapet framför hatten.